# Unserer lieben Frauen (Linderbach)

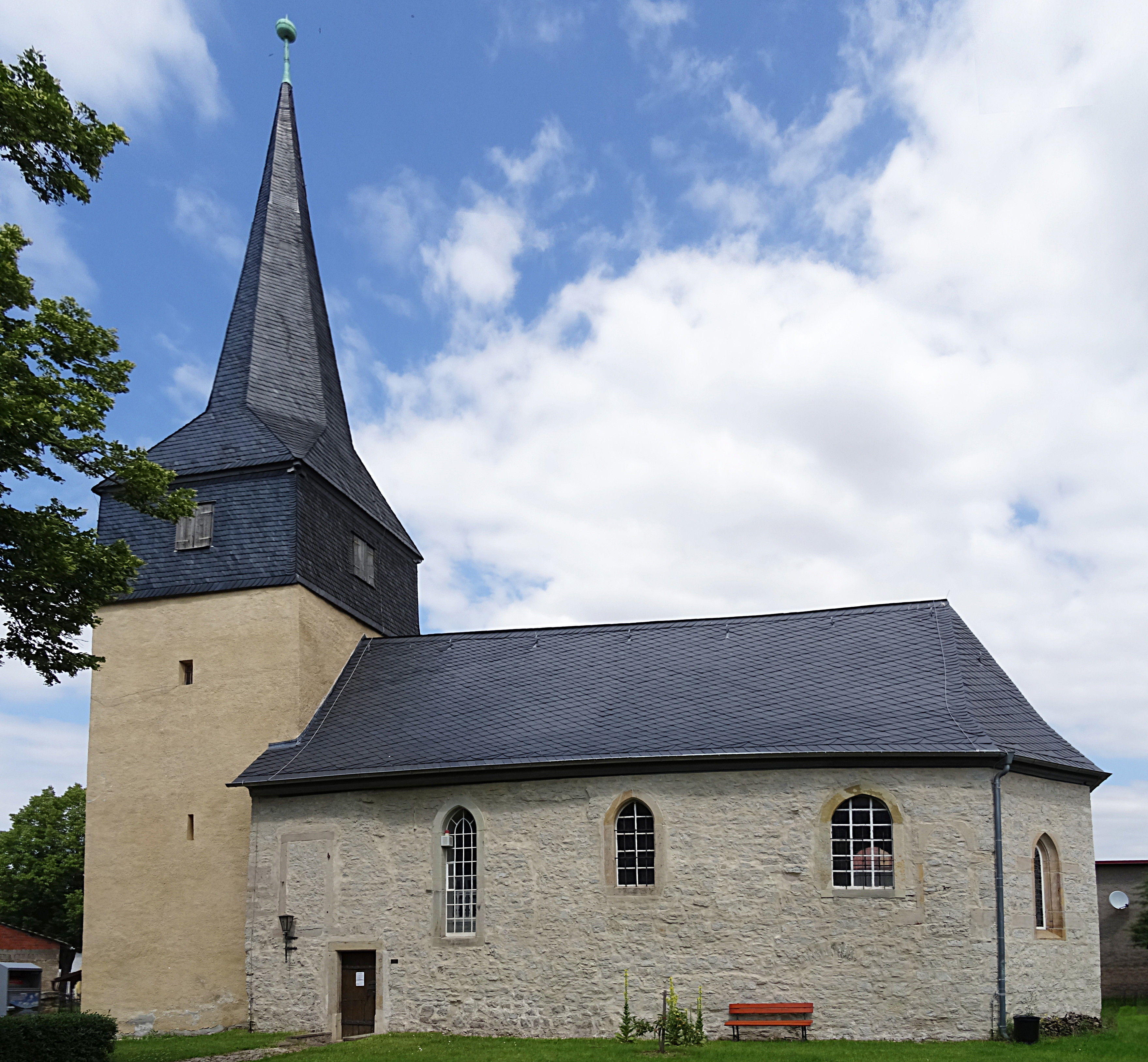
Die Kirche

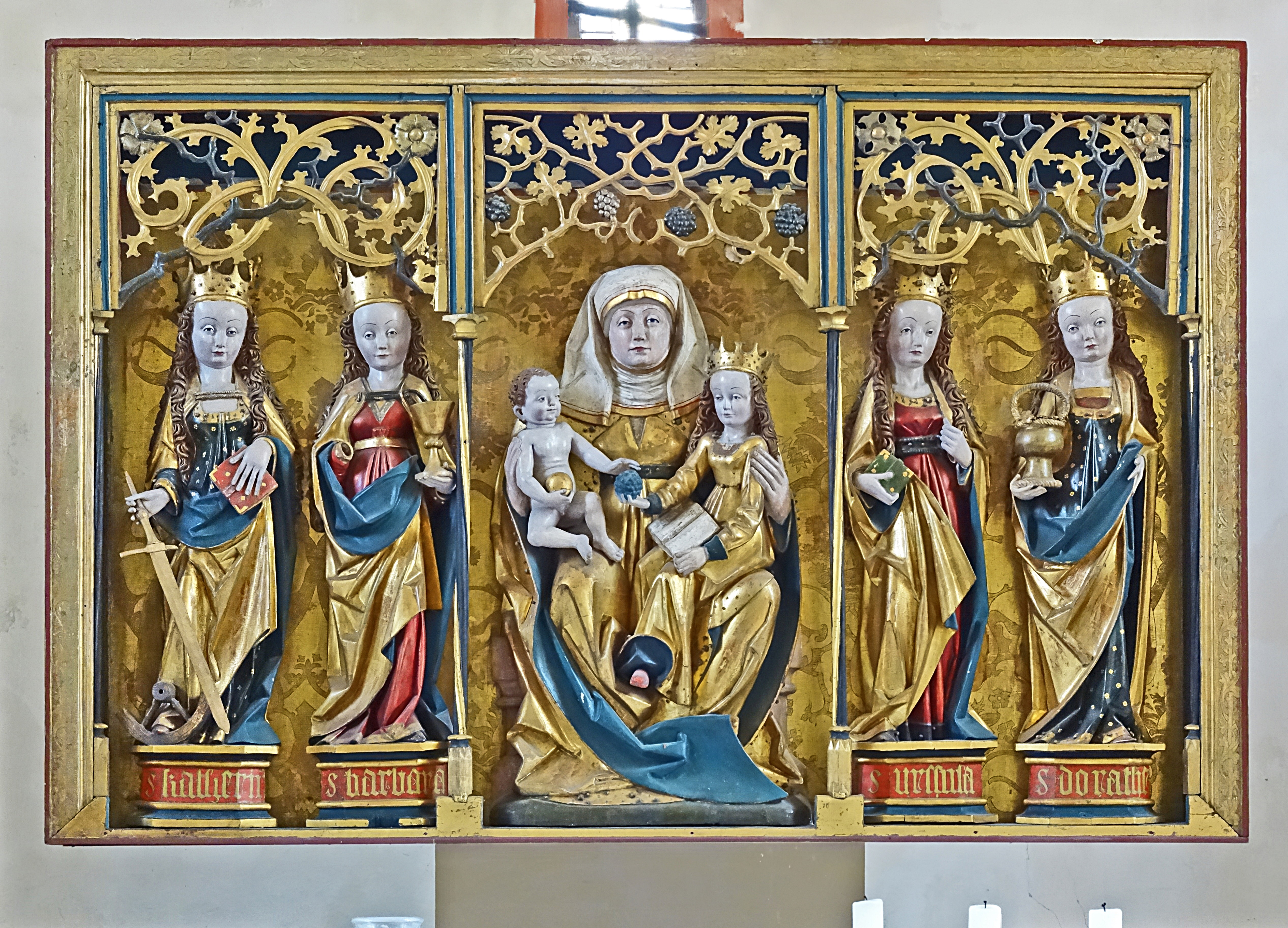
Altarbild Anna selbdritt

Die evangelische Dorfkirche  Unseren lieben Frauen steht im Ortsteil Linderbach der Stadt Erfurt in Thüringen. Die Kirchengemeinde gehört zum Kirchspiel Vieselbach im Kirchenkreis Weimar der Evangelischen Kirche in Mitteldeutschland.

## Geschichte
Ursprung der Kirche war ein romanischer Bau. Teile sind in der Nordwestseite der Kirche noch erhalten. Eine spitzbogige Sakramentsnische im Chor und spitzbogige Fenster im Chorraum sind Zeichen einer gotischen Umgestaltung.
1970 fand eine Renovierung statt. Der baufällige Kanzelaltar wurde entfernt und der Chorraum wurde freigelegt. Man fand die Farbfassung an den Fenstern aus vergangener Zeit. Von 2002 bis 2009 erfolgte eine neuerliche Renovierung der Kirche und des Inventars.

## Ausstattung

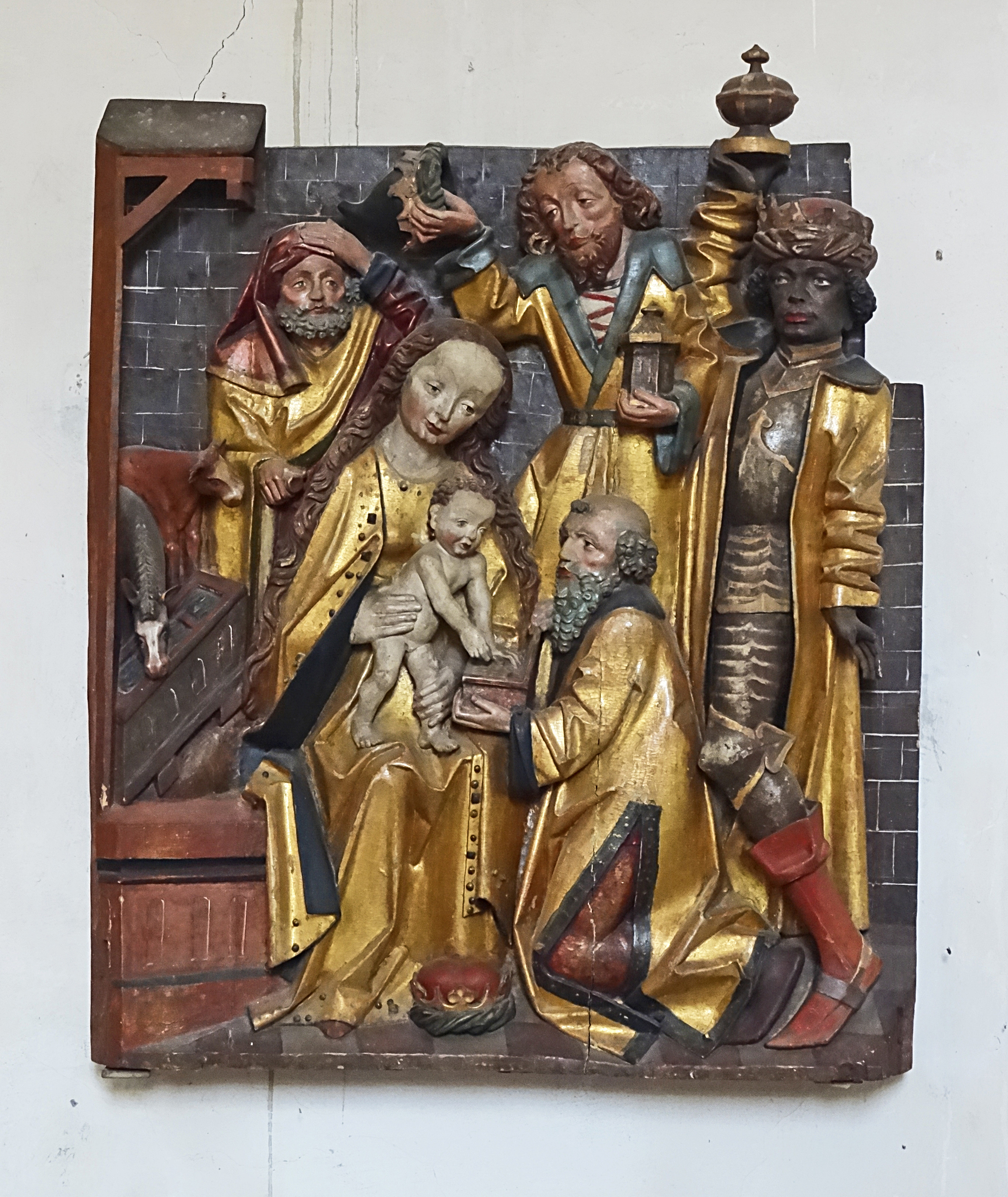
Anbetung des Jesuskindes

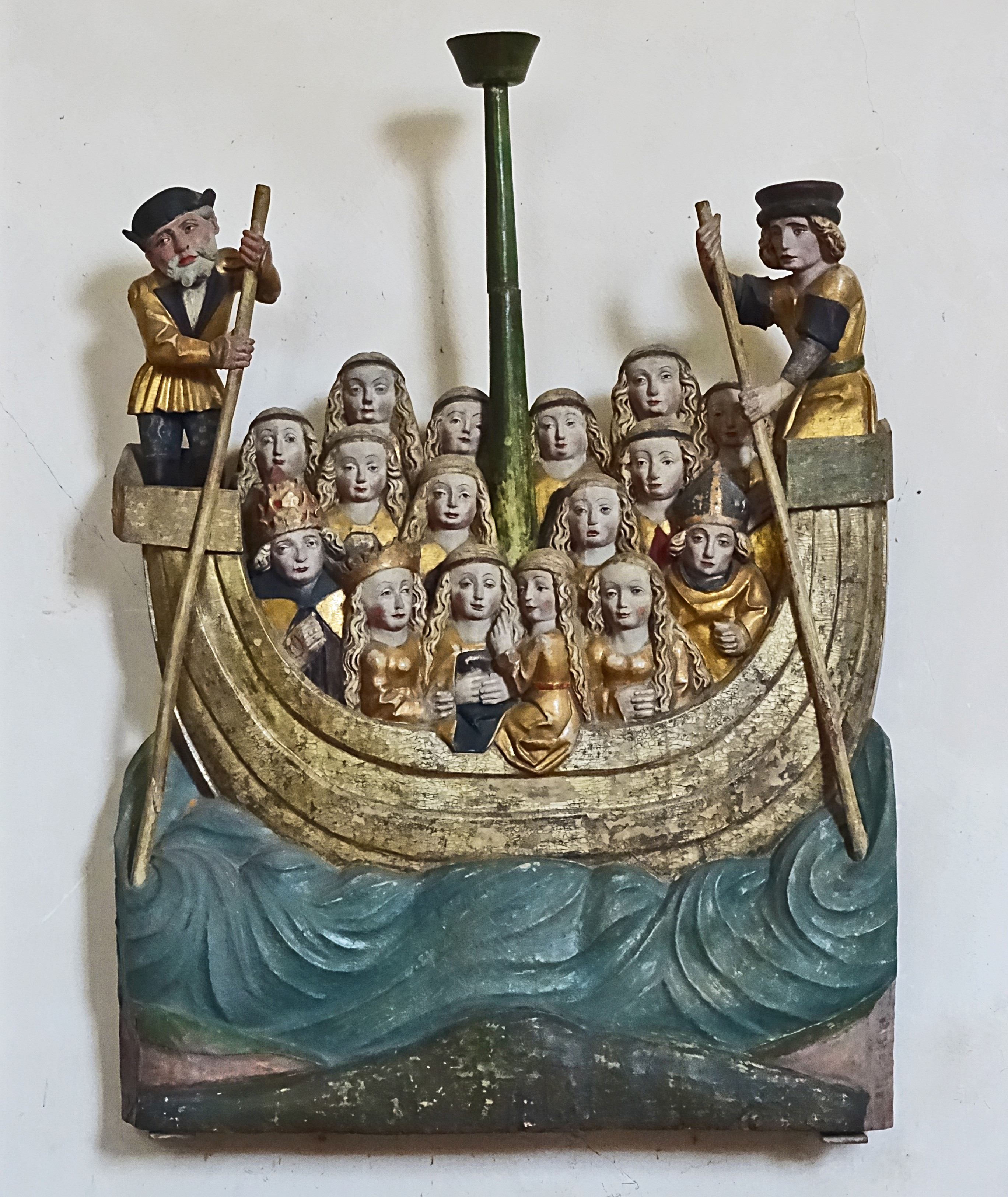
Das Frauenschiff der hl. Ursula

- Altar von 1495 aus einer Erfurter Werkstatt. Er zeigt Anna selbdritt. Gesäumt wird er durch die Heiligenfiguren der Dorothea, Barbara, Ursula und Katharina rechts und links an der Seite.
- Altarrelief mit der Anbetung der Weisen aus dem Morgenland an der Nordwand, 15. Jh.
- Altarrelief an der Nordseite mit Szene aus dem Leben der heiligen Ursula von Köln an der Nordwand, 15. Jh.
- Figur der heiligen Barbara
- Pietà
- Zwei gemalte Altarflügel mit Darstellungen aus dem Leben von Markus und Apostel.
- Grabmal im Chorraum von 1588.
- Taufstein aus Sandstein von 1580, 1975 aus einer anderen Kirche nach Linderbach transloziert.
- Drei Glocken aus den Jahren 1830 und 1919

## Orgel

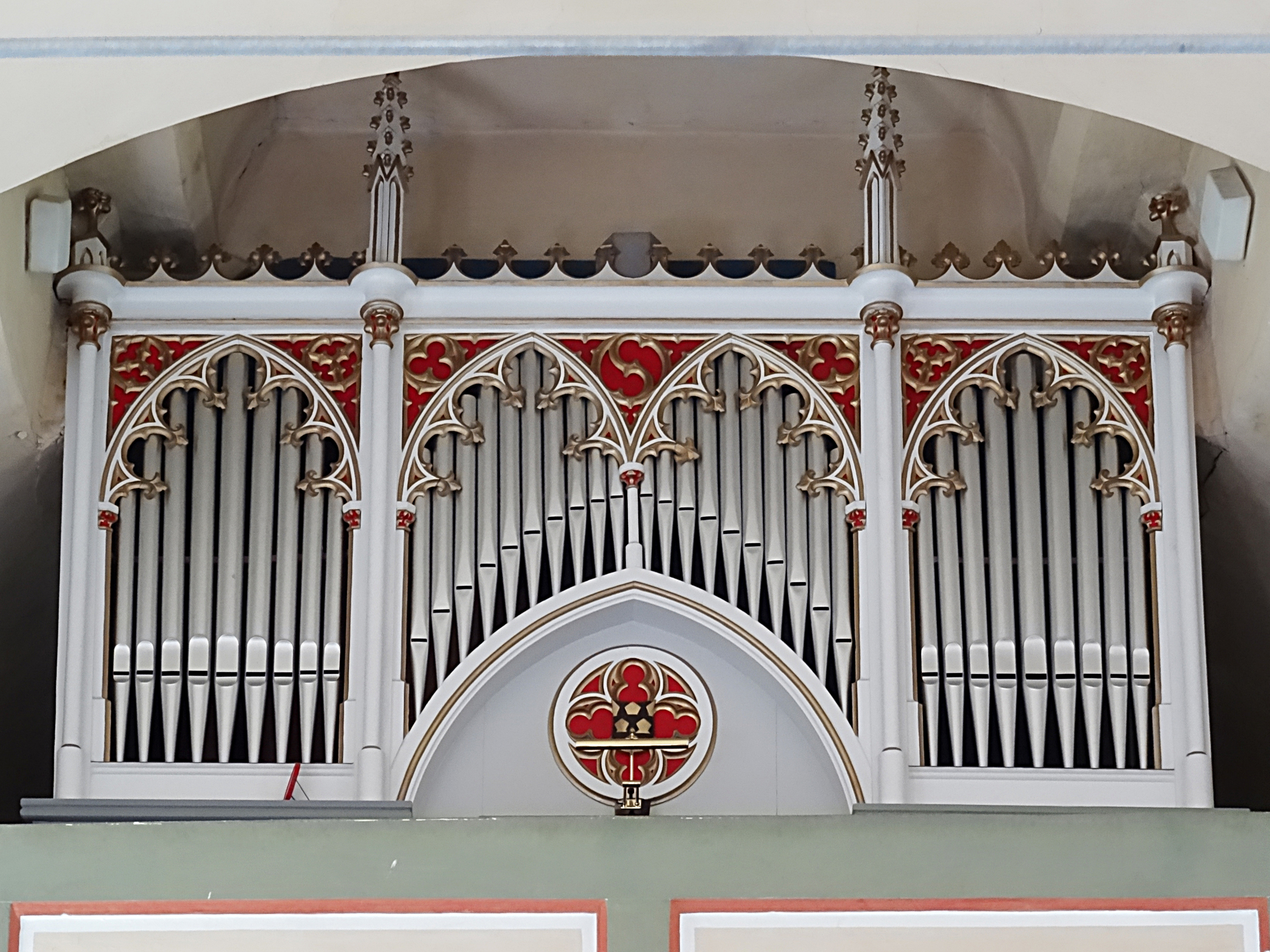
Schulze-Orgel

Johann Georg Schröter aus Erfurt baute 1721 eine neue Orgel. Nach der Schlacht bei Jena und Auerstedt 1806 und erneut 1813 nach der Völkerschlacht bei Leipzig wurde die Kirche in Linderbach geplündert. Die jetzige Orgel schuf 1857 Johann Friedrich Schulze aus Paulinzella. Das Instrument hat 12 Register und eine Transmission auf zwei Manualen und Pedal. Restauriert wurde sie zwischen von 2002 bis 2009 vom Unternehmen Vogtländischer Orgelbau Thomas Wolf. Die Disposition lautet wie folgt:
| I Manual C–f3 |     |
| Bordun        | 16′ |
| Principal     | 8′  |
| Gambe         | 8′  |
| Hohlflöte     | 8′  |
| Octave        | 4′  |
| Mixtur V      | 2′  |

| II Manual C–f3   |     |
| Lieblich Gedackt | 16′ |
| Lieblich Gedackt | 8′  |
| Flauto traverso  | 8′  |
| Geigenprincipal  | 4′  |
| Gedacktflöte     | 4′  |

| Pedal C–d1   |     |
| Subbaß       | 16′ |
| Principalbaß | 8′  |

- Koppeln:
  - Normalkoppeln: II/I, I/P
  - Suboktavkoppeln: II/I

Anmerkungen
1. ↑  Transmission aus Bordun 16′